# Независимость Гонконга
Движение за независимость Гонконга (трад. кит. 香港獨立) — политическое движение, выступающее за предоставление самостоятельности и суверенитета Гонконгу. В настоящее время город является Специальным административным районом Китайской Народной Республики. Оно пользуется достаточно высокой степенью автономии по принципу «одна страна, две системы». Самоуправление Гонконга гарантируется 2 статьей Основного закона, ратифицированного в соответствии с совместной китайско-британской декларацией. Однако, несмотря на это, многие жители Гонконга, перешедшие под суверенитет КНР с 1997 года, все больше озабочены растущим посягательством Пекина на самоуправление жителей бывшей британской колонии и неспособностью местного правительства обеспечить «настоящую демократию».